# Catapodium marinum
Catapodium marinum är en gräsart som först beskrevs av Carl von Linné, och fick sitt nu gällande namn av Charles Edward Hubbard. Catapodium marinum ingår i släktet styvgröen, och familjen gräs. Inga underarter finns listade i Catalogue of Life.